# Représentation artistique de Jean le Baptiste

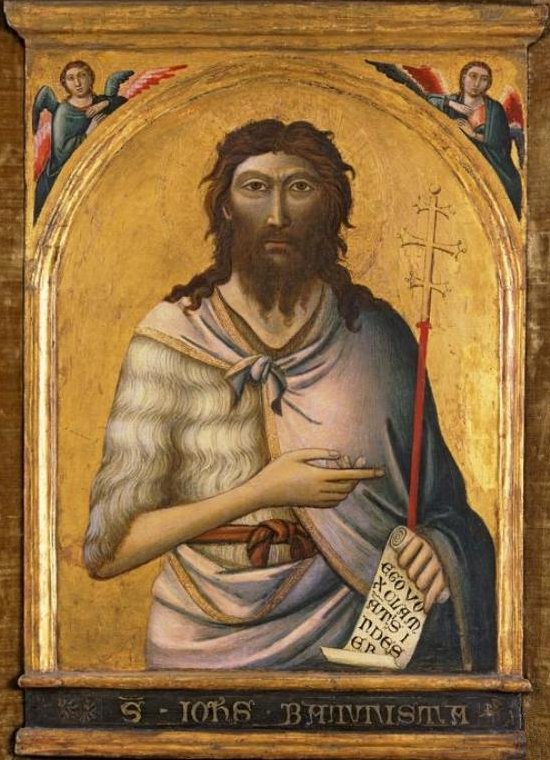
Représentation traditionnelle de saint Jean-Baptiste avec sa peau de chameau et son bâton croisé (Jacopo del Casentino).

La représentation artistique de saint Jean-Baptiste  est un thème majeur de l'iconographie chrétienne, Jean le Baptiste accompagnant le Christ au long des épisodes de sa vie. Il a été représenté de différentes manières au cours des époques, ainsi que pour illustrer les différents épisodes de sa vie.

## Références bibliques

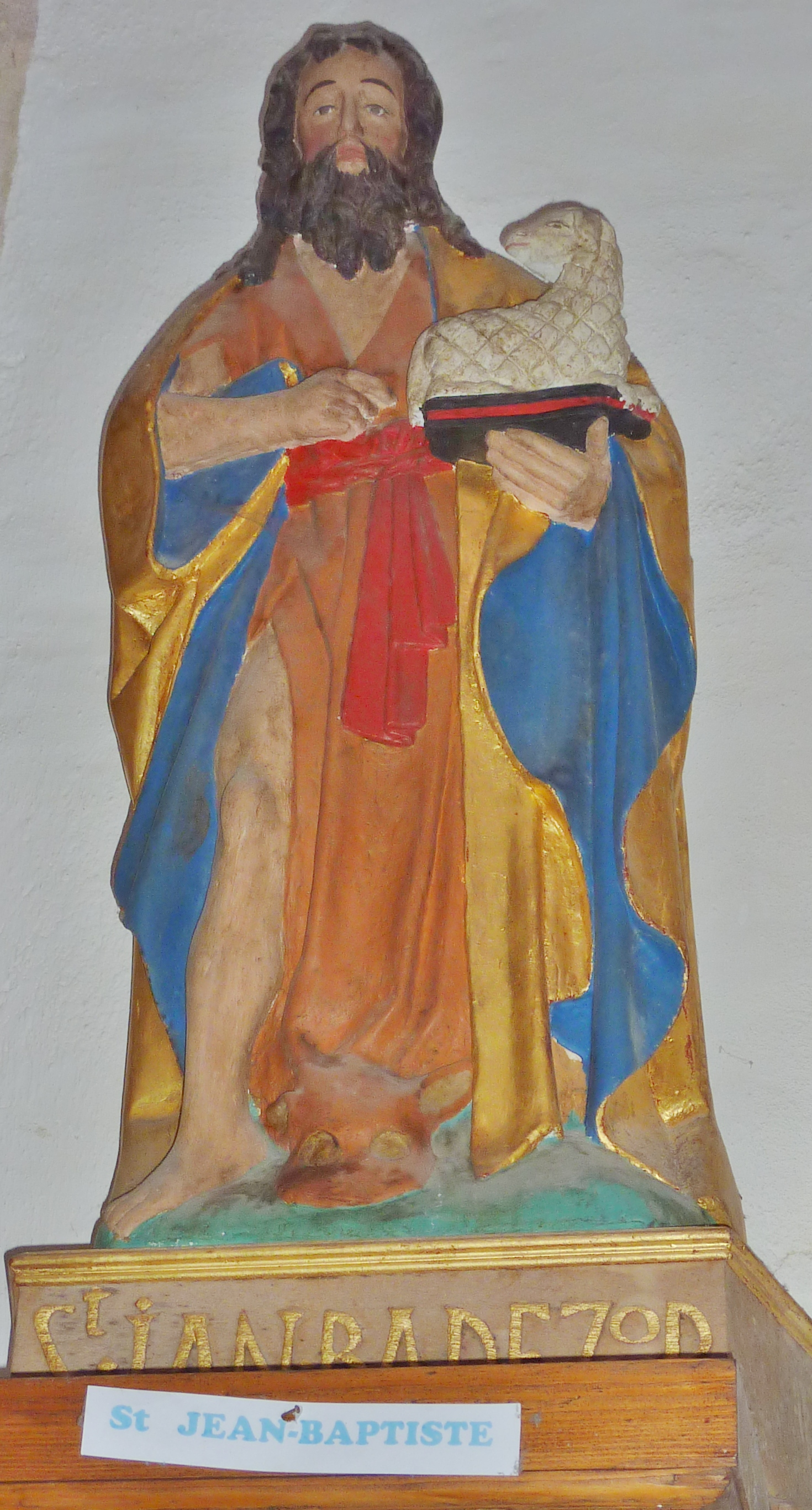
Fouesnant, église paroissiale Saint-Pierre-et-Saint-Paul, statue de saint Jean-Baptiste.

### Cycle narratif complet

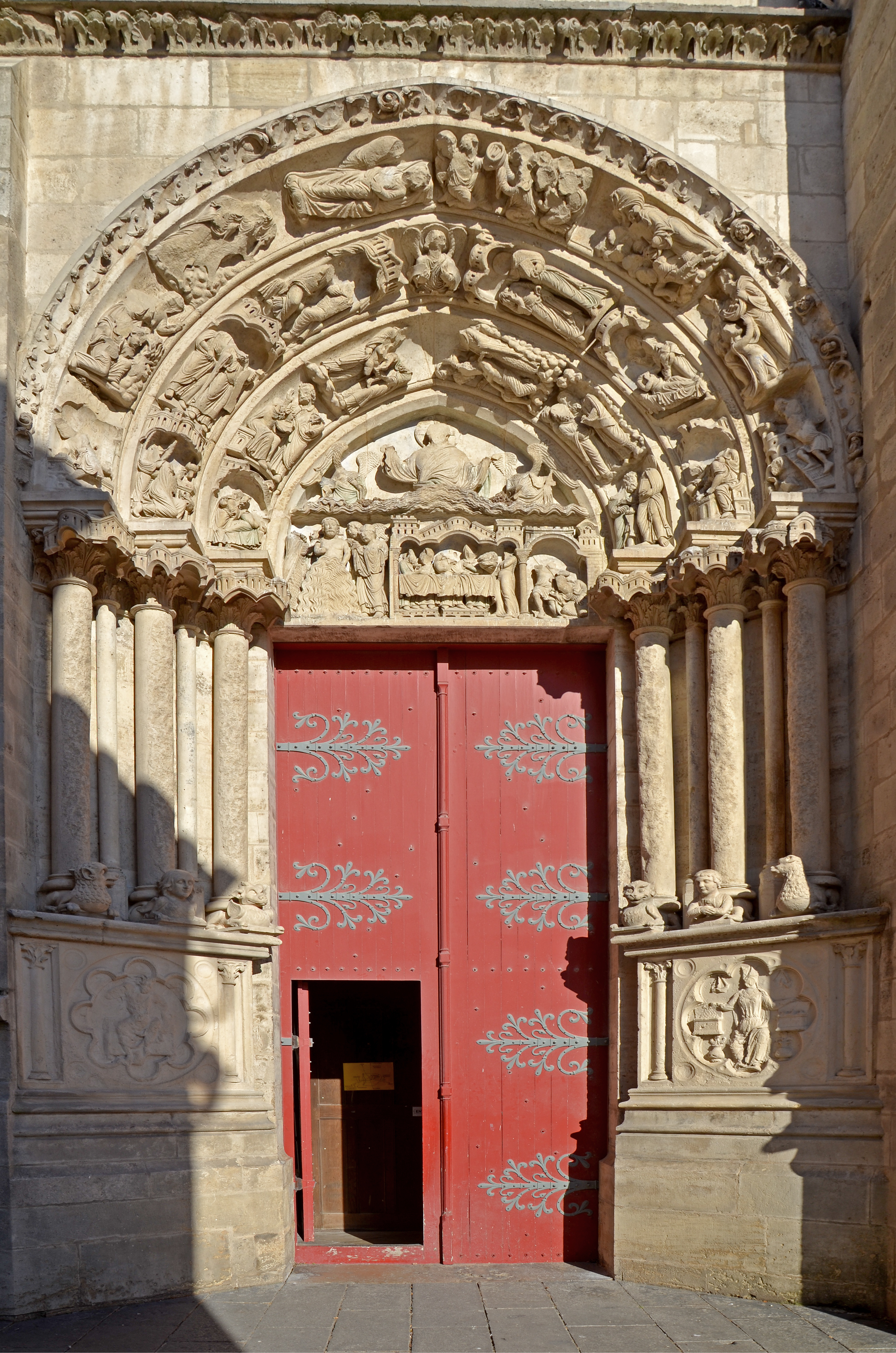
Portail Saint-Jean de la cathédrale de Sens.

### Apparition de l'ange à Zacharie

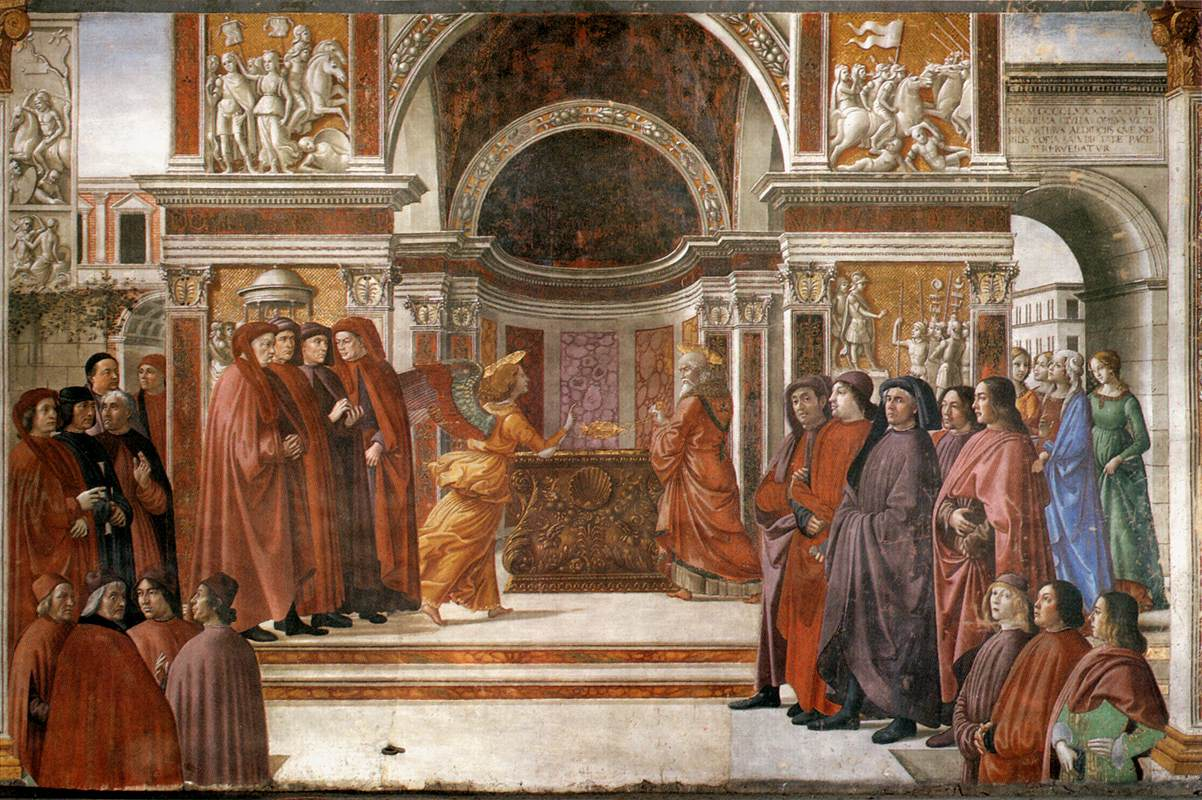
Apparition de l'ange par Ghirlandaio.

### Visite de Marie à sa cousine Élisabeth enceinte de Jean

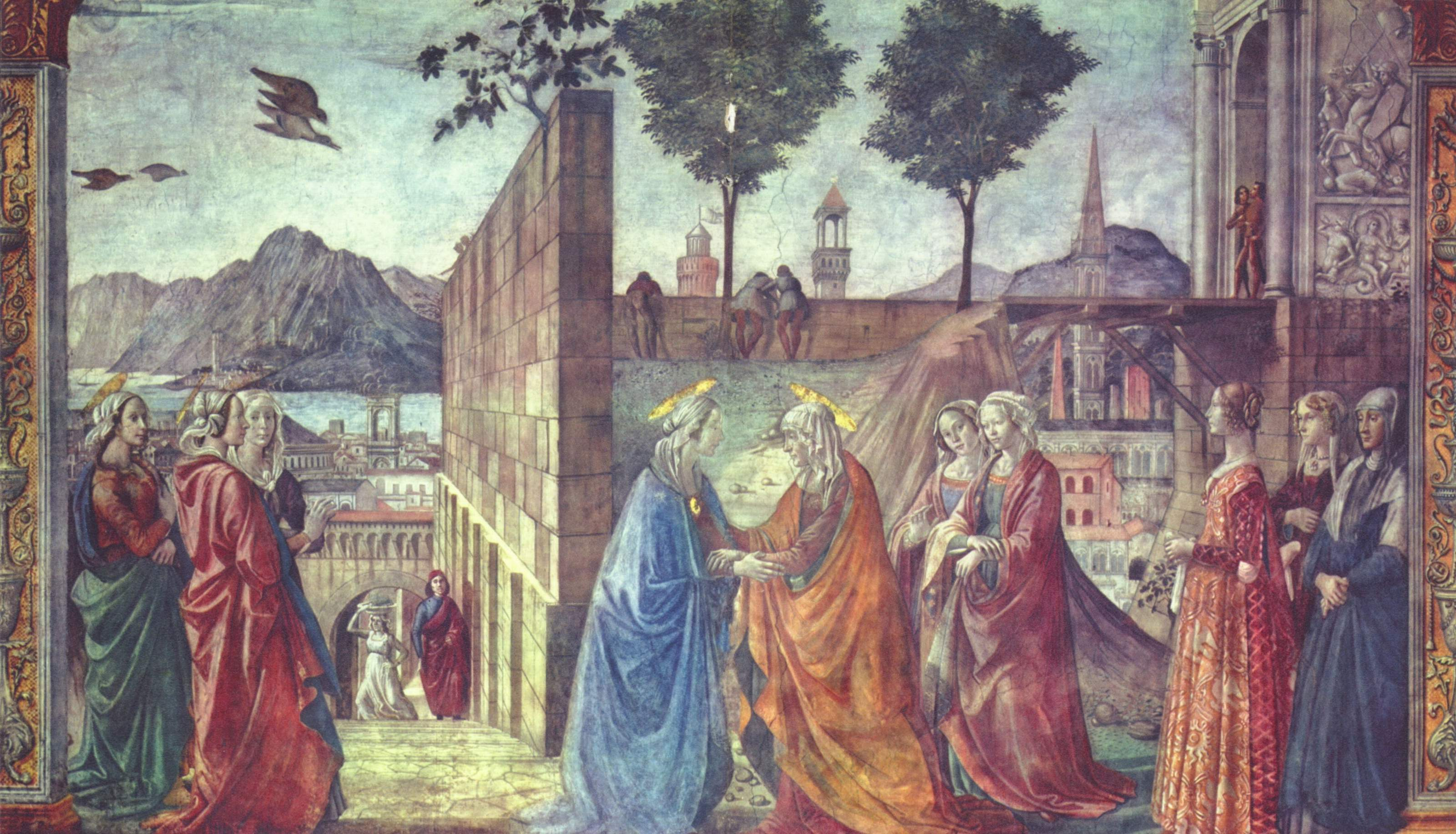
Visite de Marie par Ghirlandaio.

Piero di Cosimo.

### Naissance de Jean

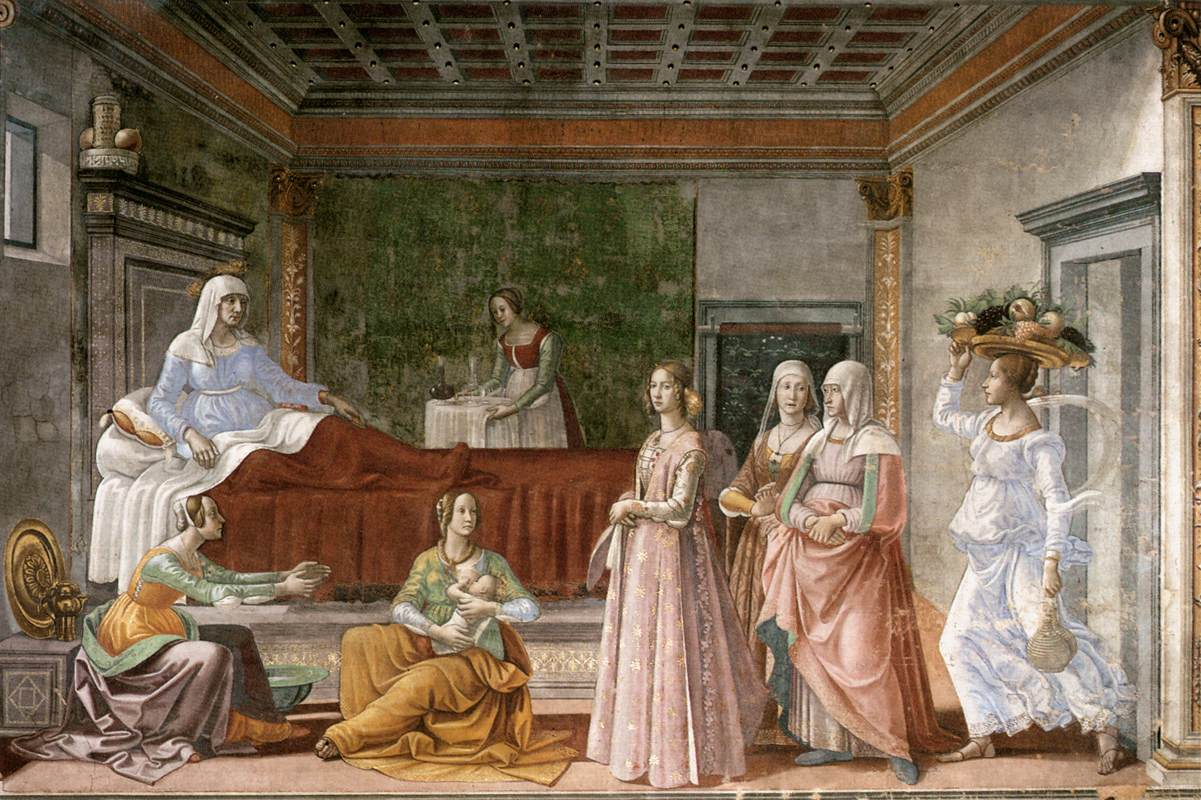
Sa naissance par Ghirlandaio.

### Zacharie devenu muet, écrit le nom de son fils

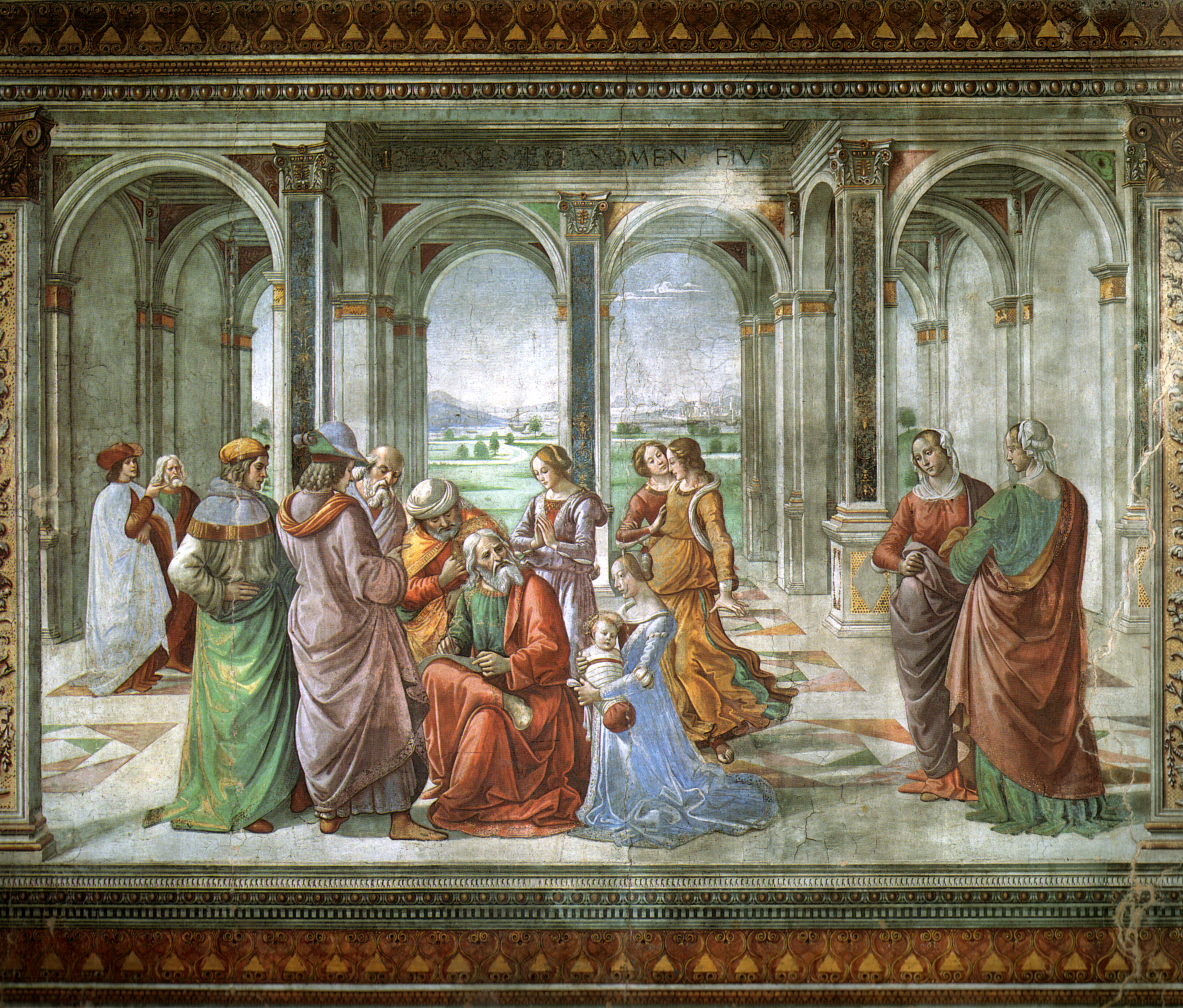
Le nom de Jean par Ghirlandaio.

### Représentation du petit saint Jean

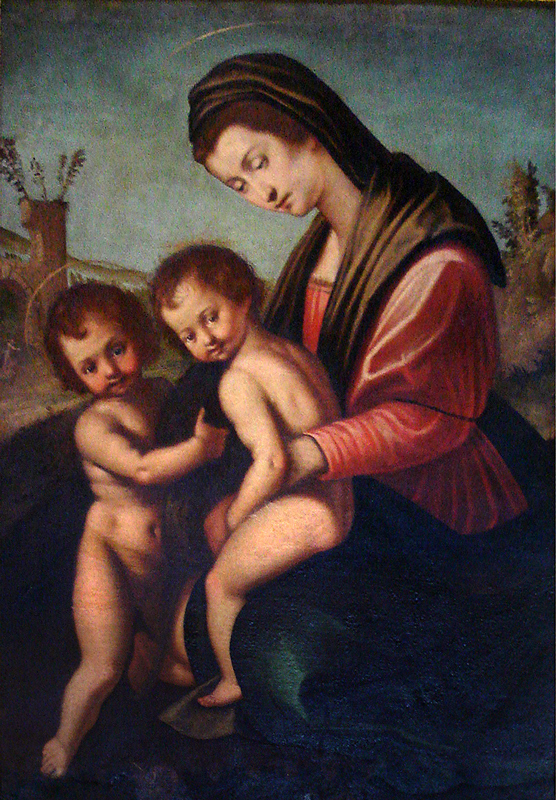
Avec la Vierge et l'Enfant Jésus.

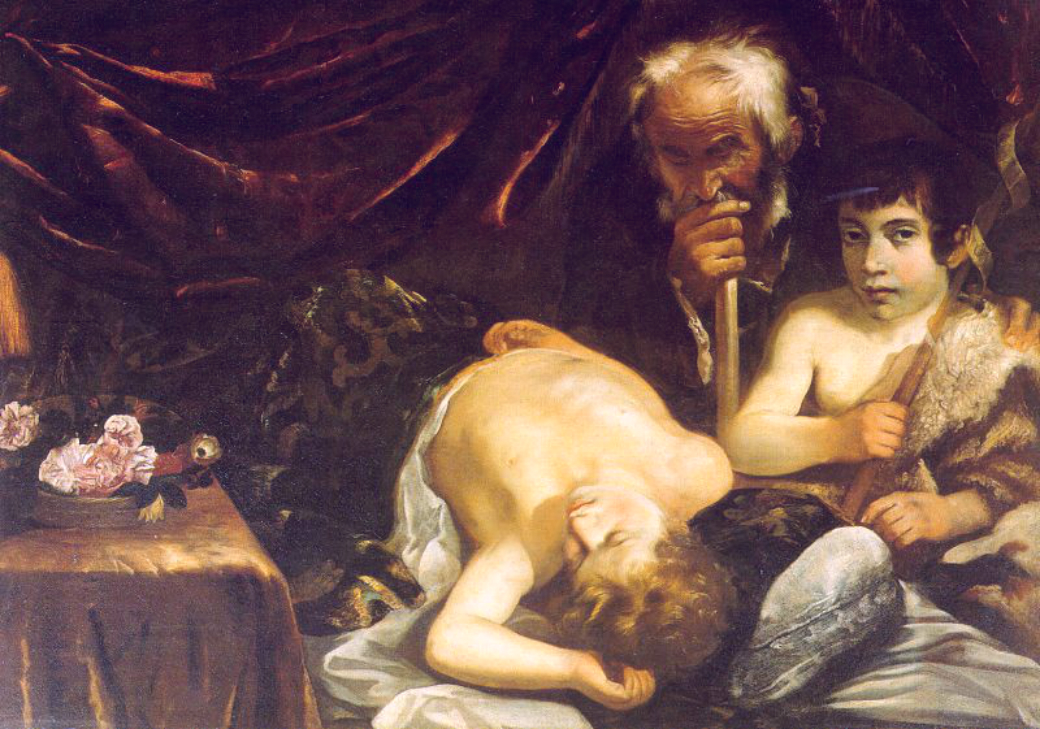
Avec son père Zaccharie et Jésus enfant.

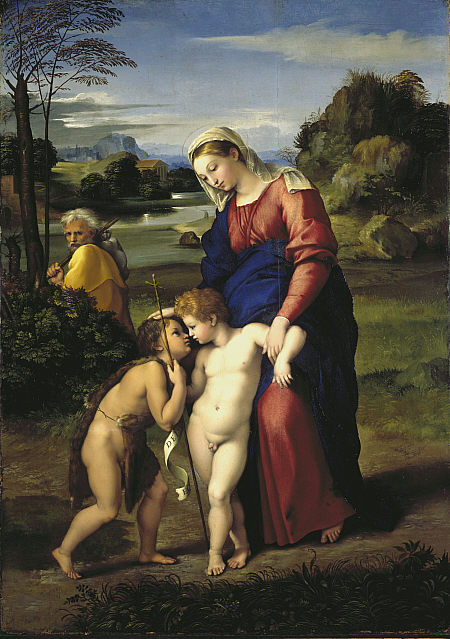
La Madonna del Passeggio de Raphaël.

### Adulte avec ses attributs : peau de bête et bâton croisé

Par Léonard de Vinci.

### Prédication de Jean

Prédication
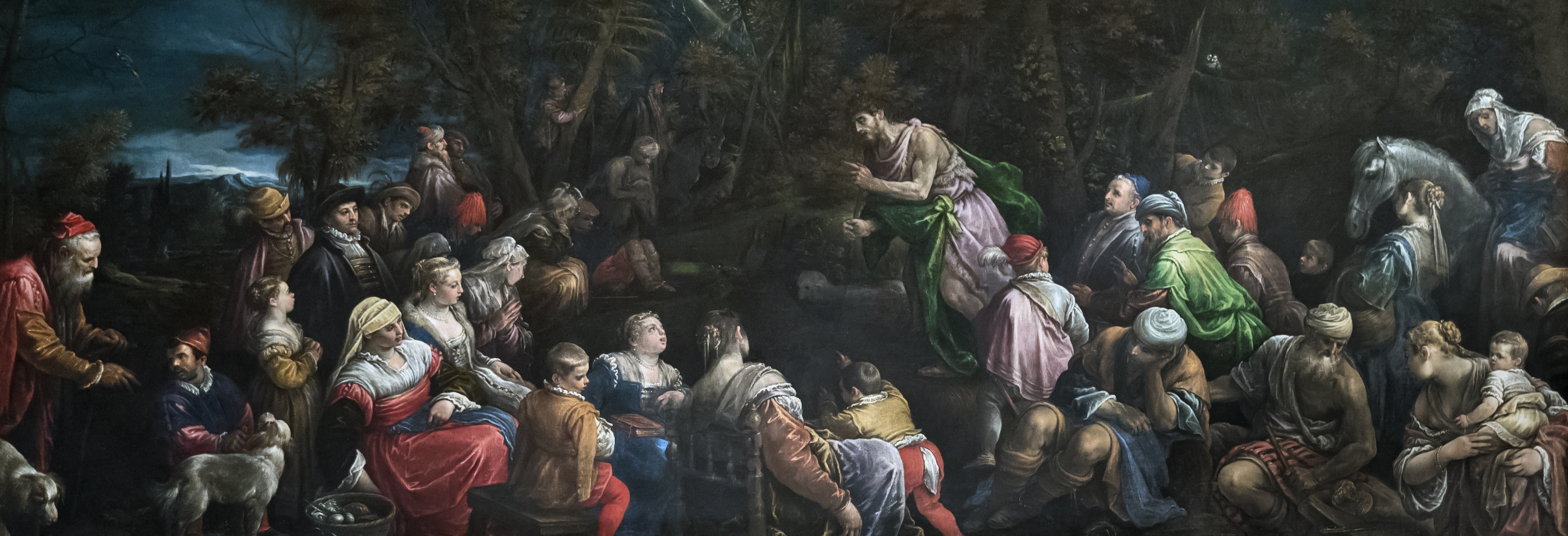
Francesco Bassano, 1570 Église San Giacomo dall'Orio
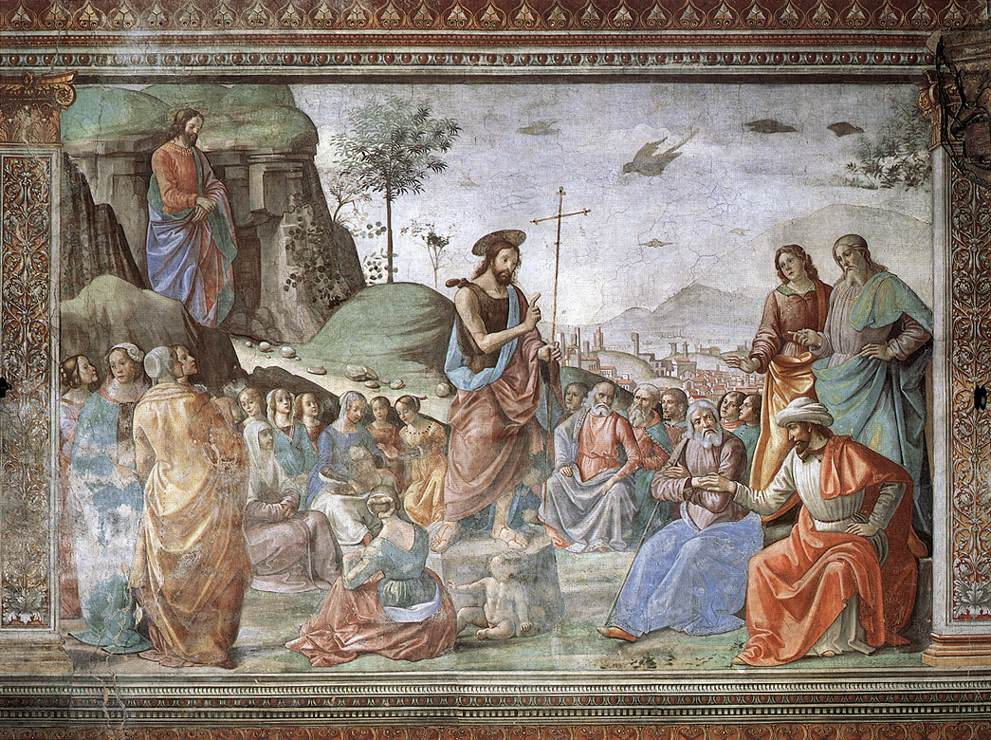
Le Prêche, 1486-1490 Domenico Ghirlandaio Chapelle Tornabuoni, Santa Maria Novella
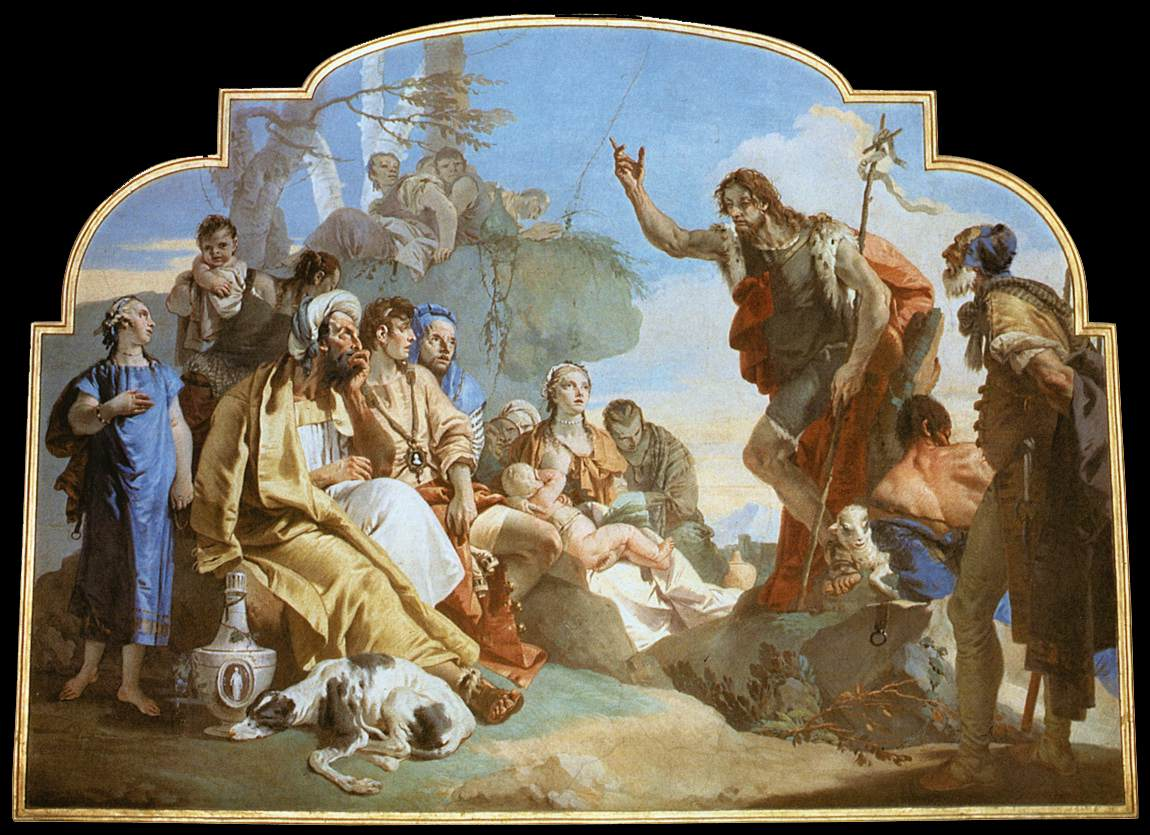
Le Prêche de Saint Jean-Baptiste Giambattista Tiepolo, 1732-1733 Chapelle Colleoni, Bergame

### Saint Jean au désert

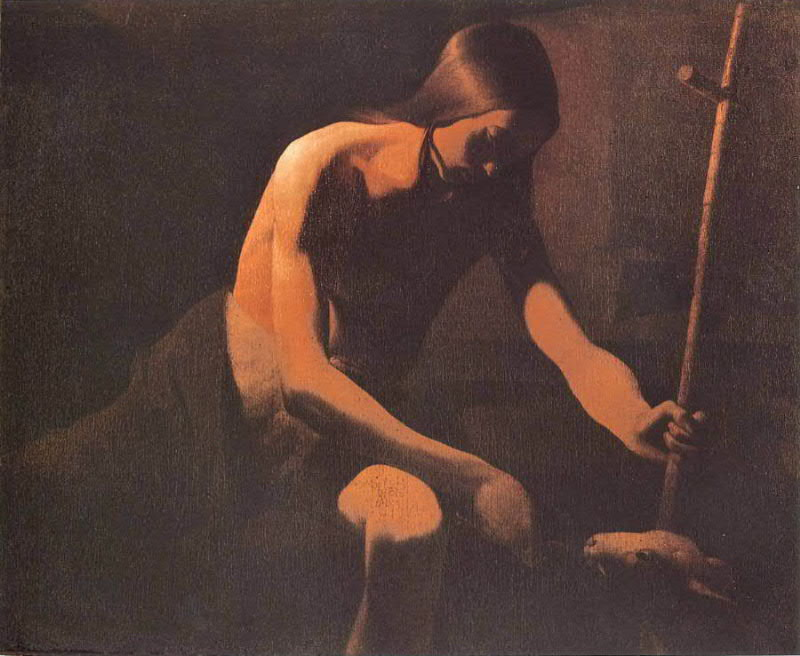
Au désert par Georges de La Tour.

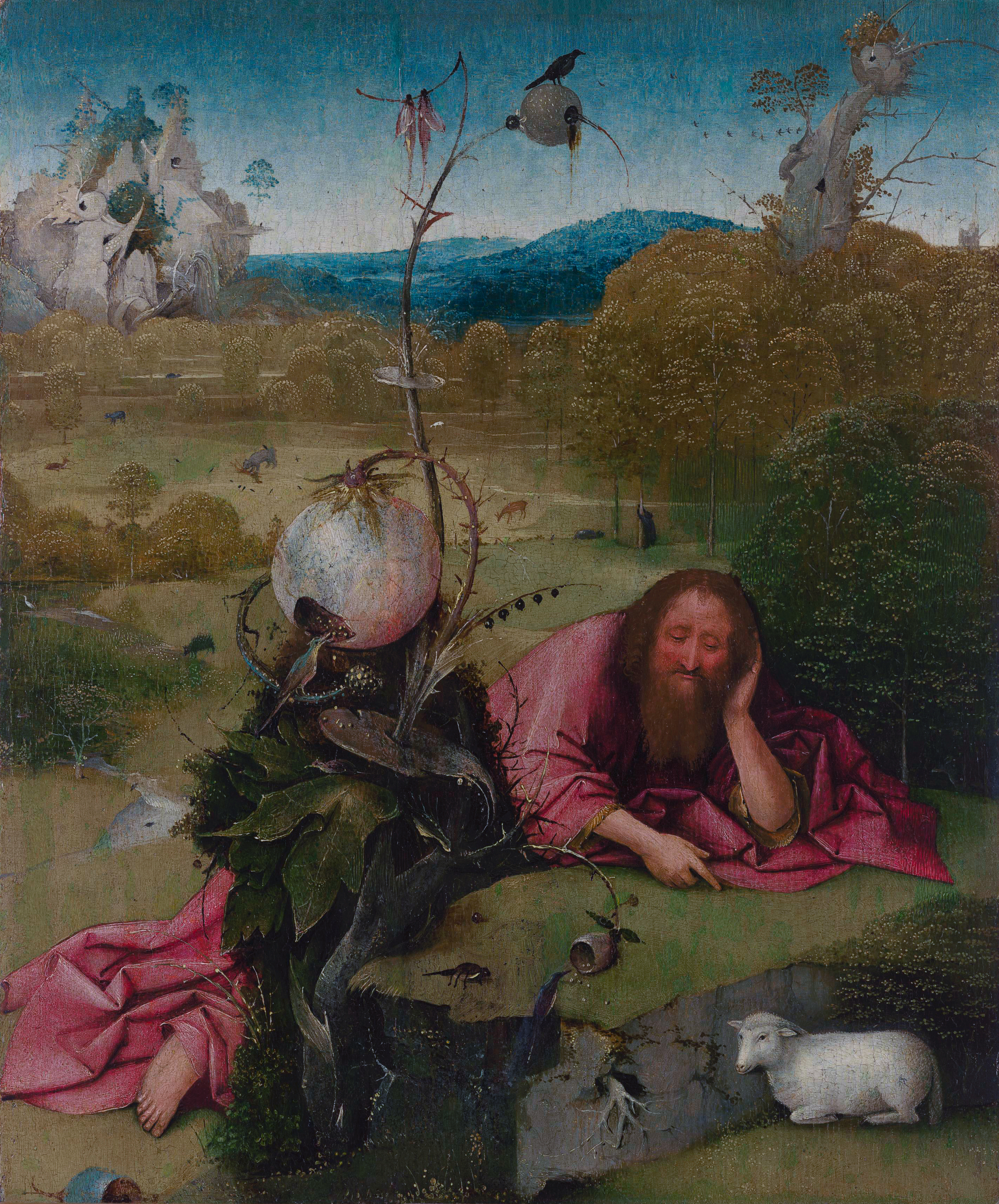
Au désert par Hieronymus Bosch.

### Baptême du Christ

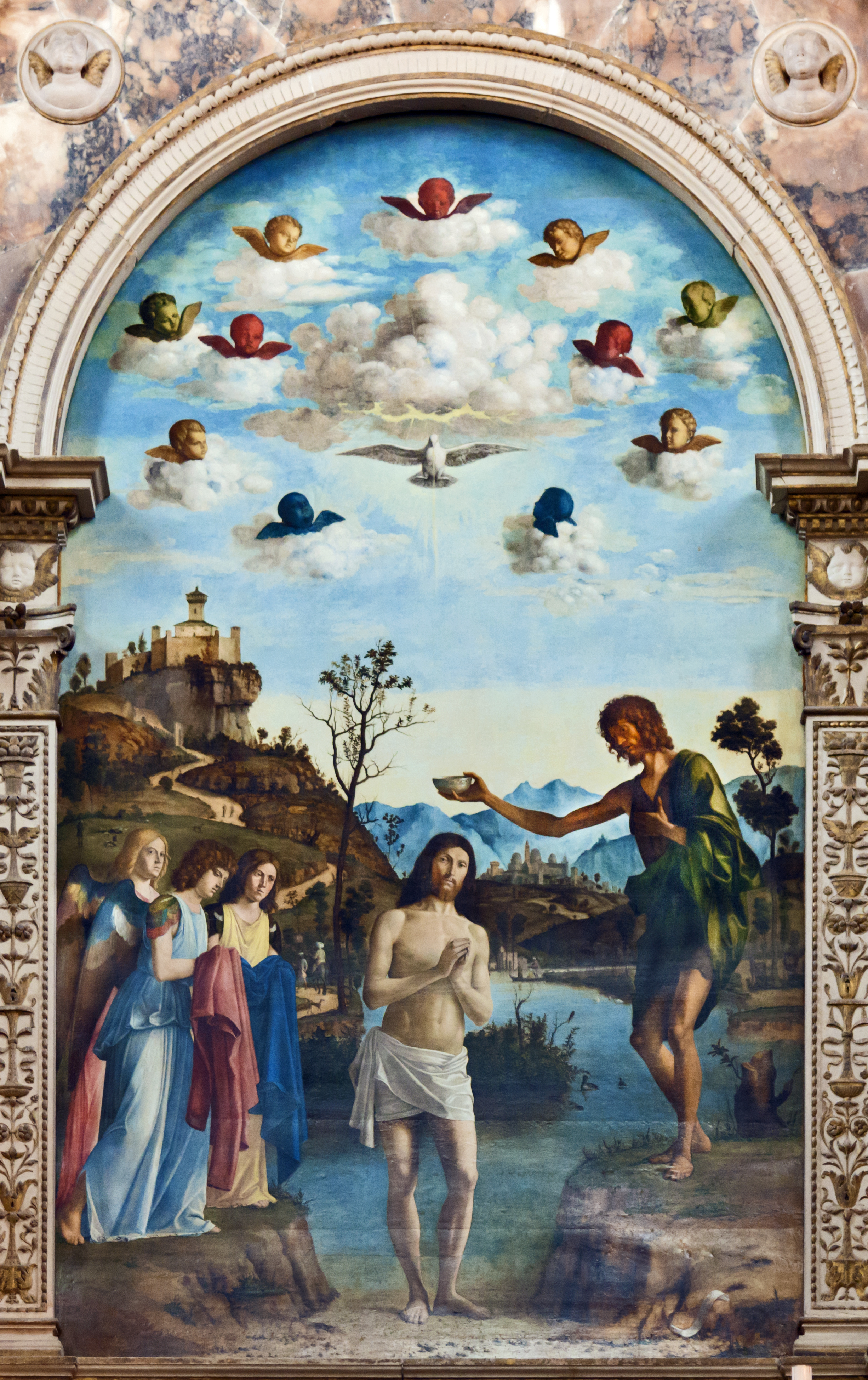
Par Cima da Conegliano
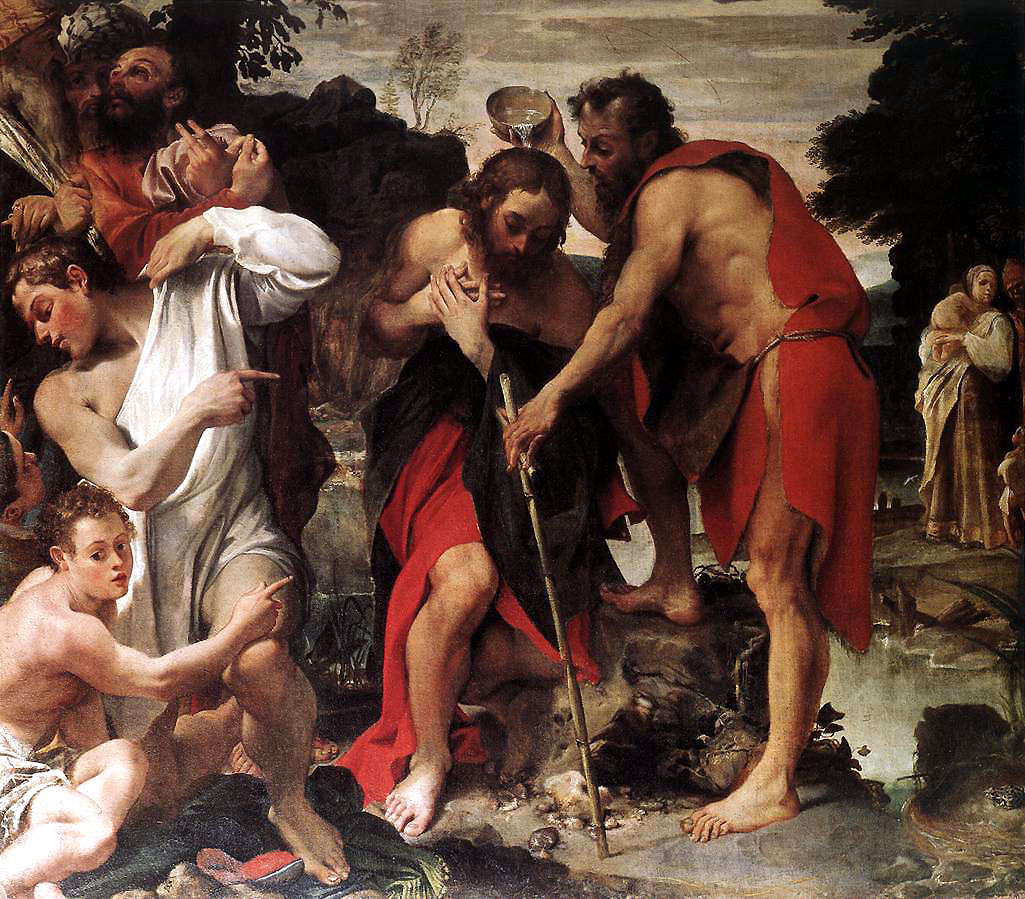
Baptisant le Christ, par Annibale Carpaccio.
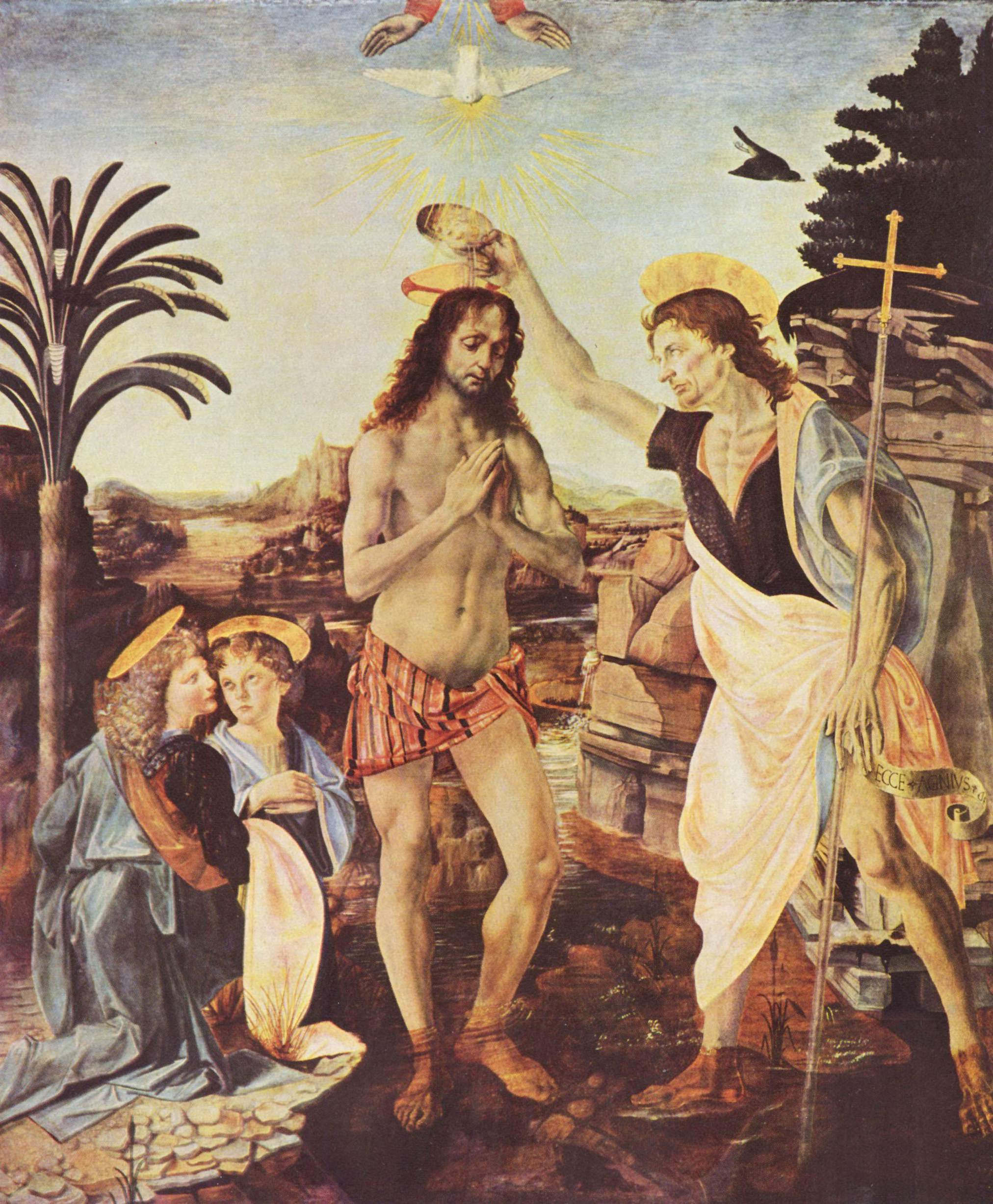
Le Baptême du Christ avec une coquille à la forte symbolique, par Verrocchio.

### Mort de Jean

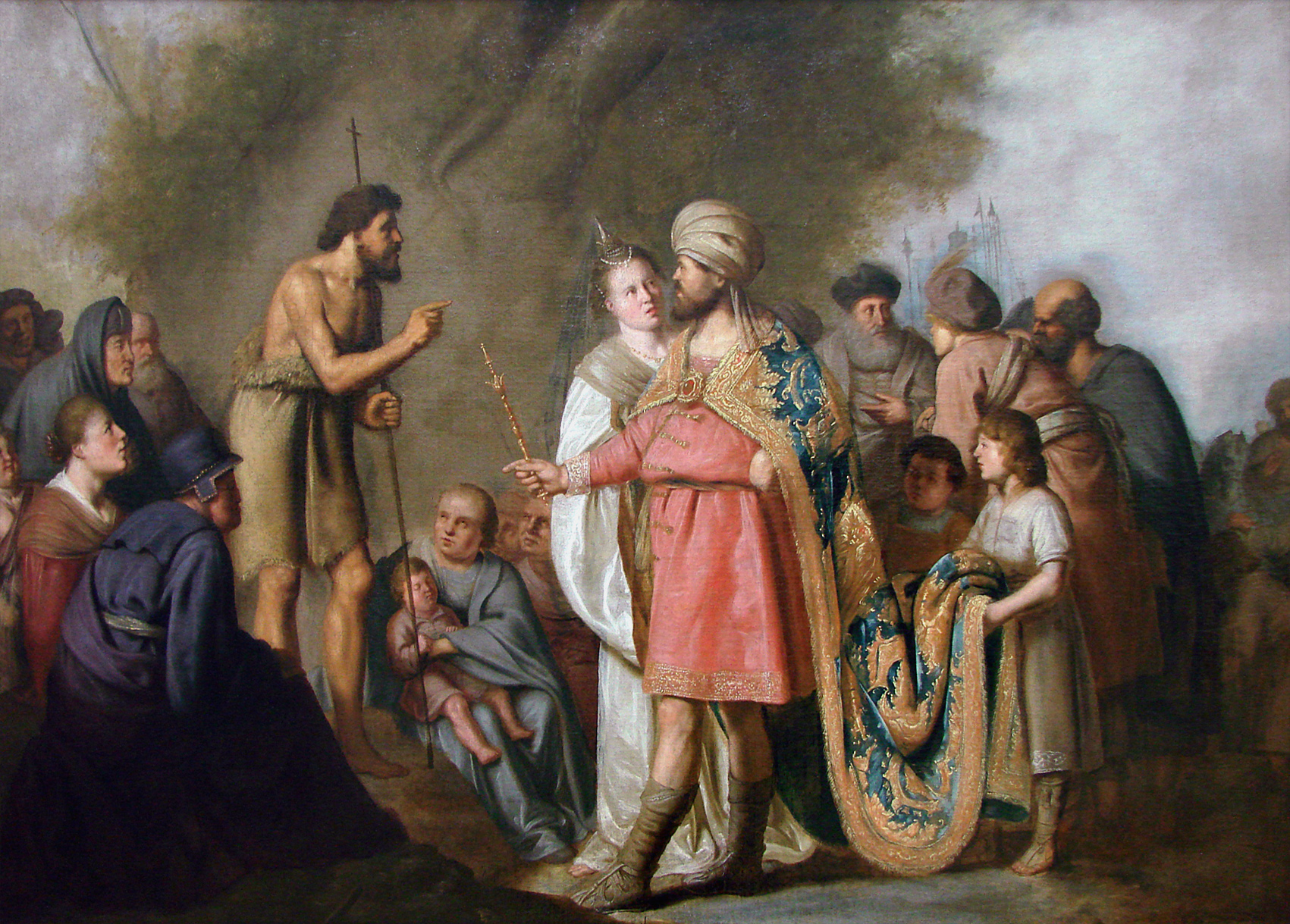
Le prêche devant Hérode.

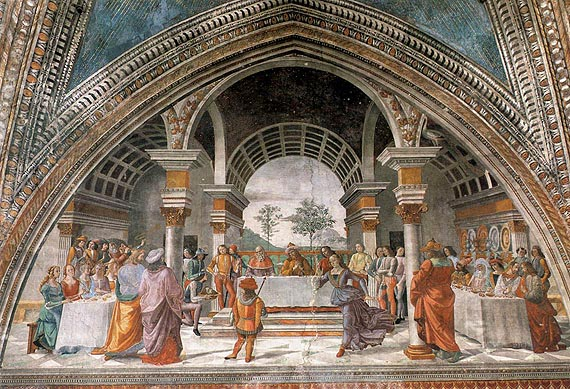
Le banquet d'Hérode par Ghirlandaio.

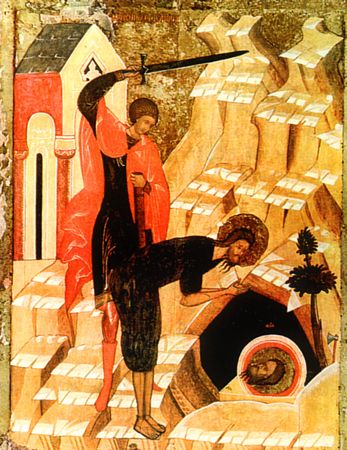
Icône russe
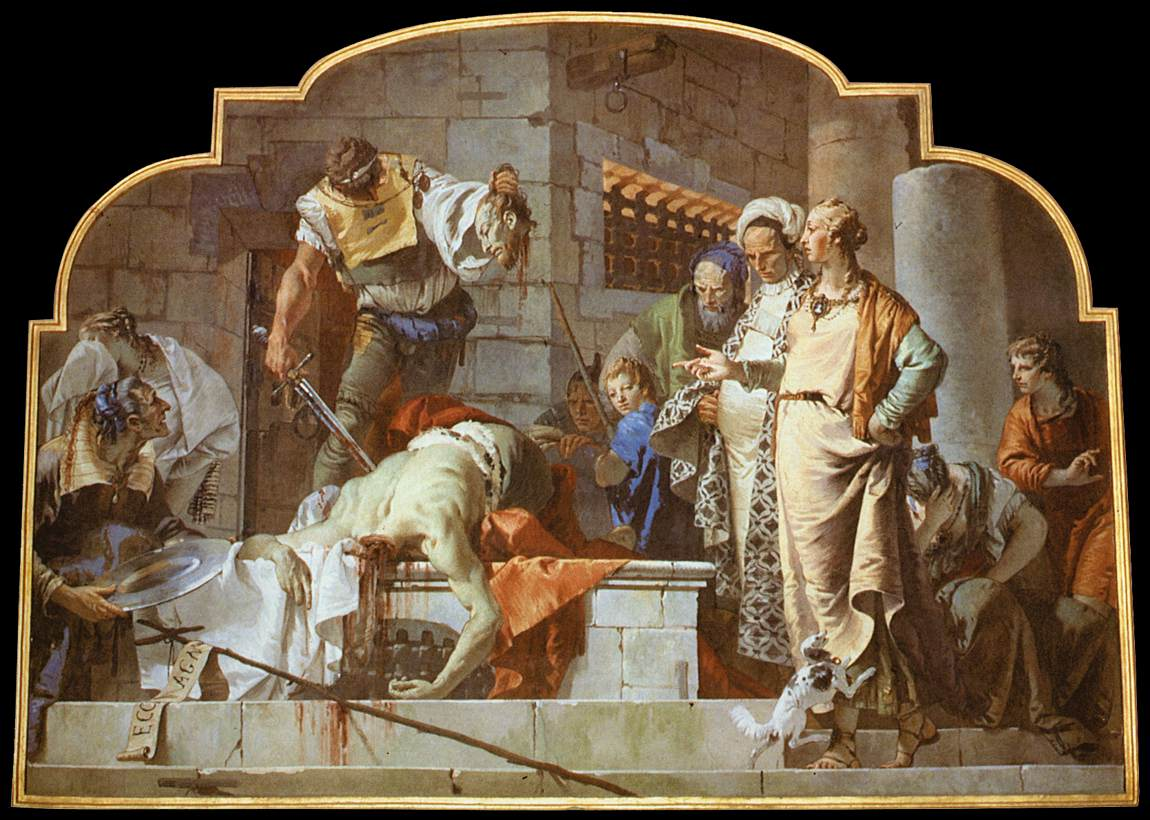
Le Martyre de Saint Jean-Baptiste Giambattista Tiepolo, 1732-1733 Chapelle Colleoni, Bergame

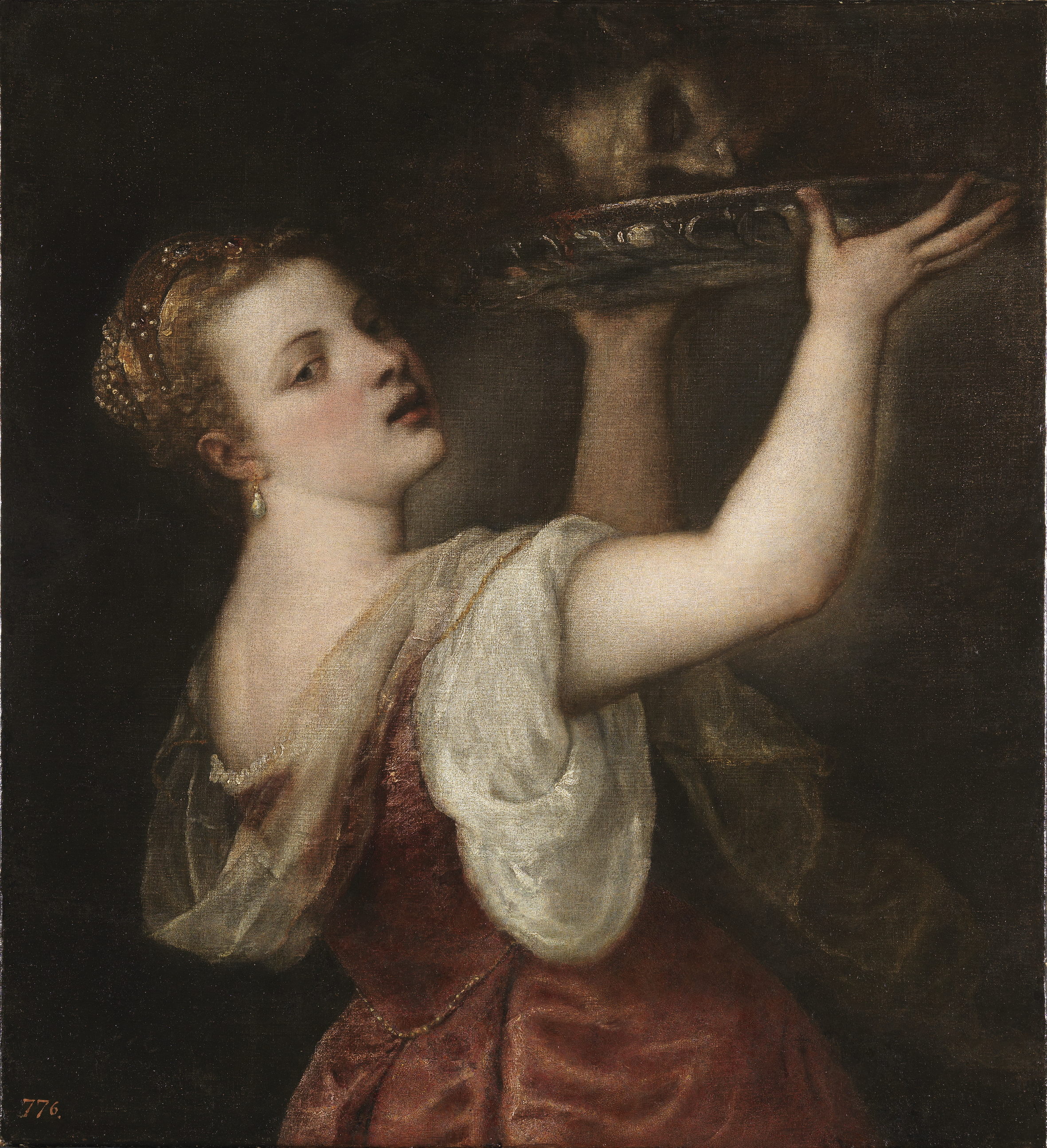
Salomé par Titien.

### Dans les conversations sacrées

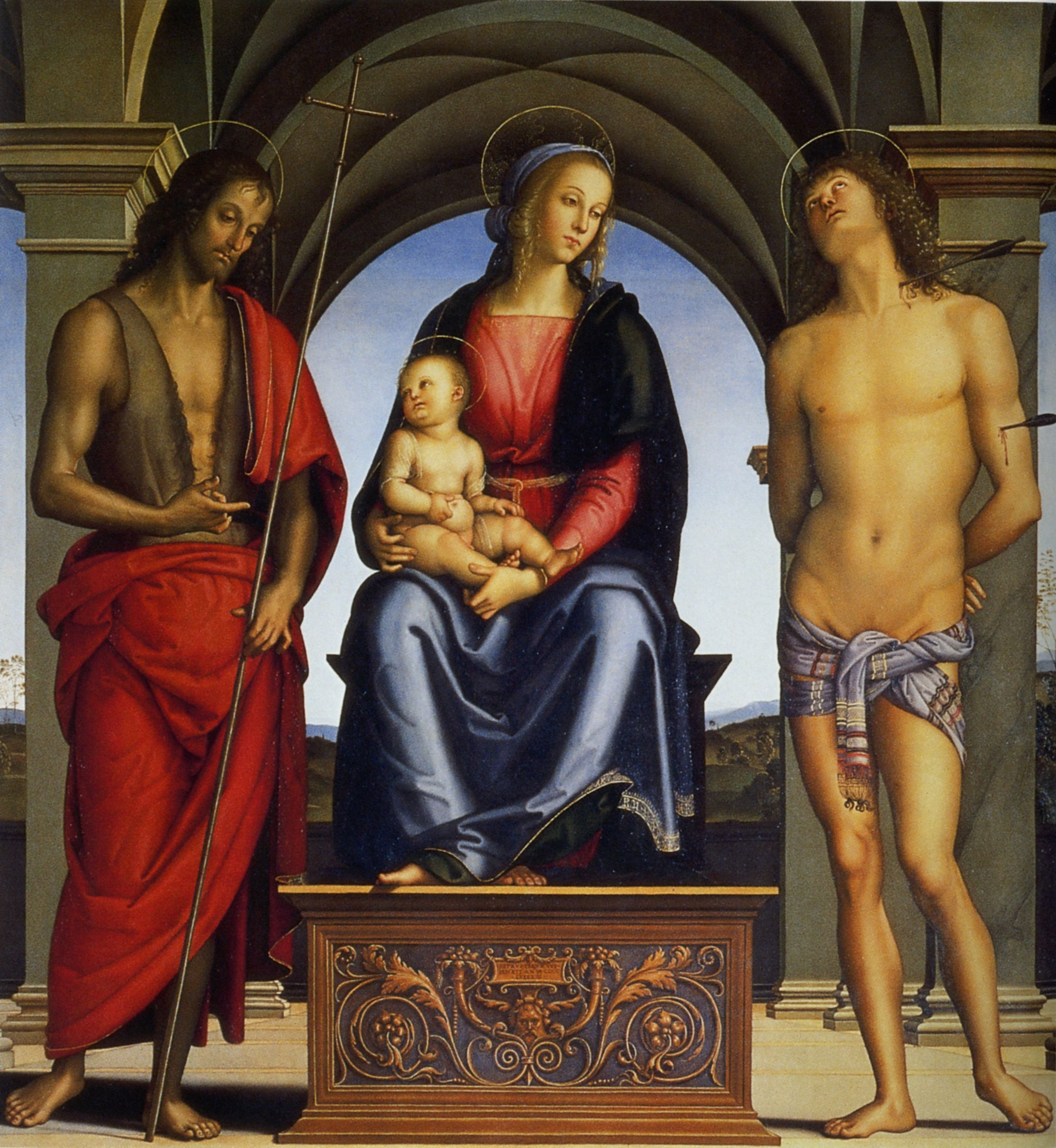
Par Le Pérugin.

### Avec d'autres figures saintes

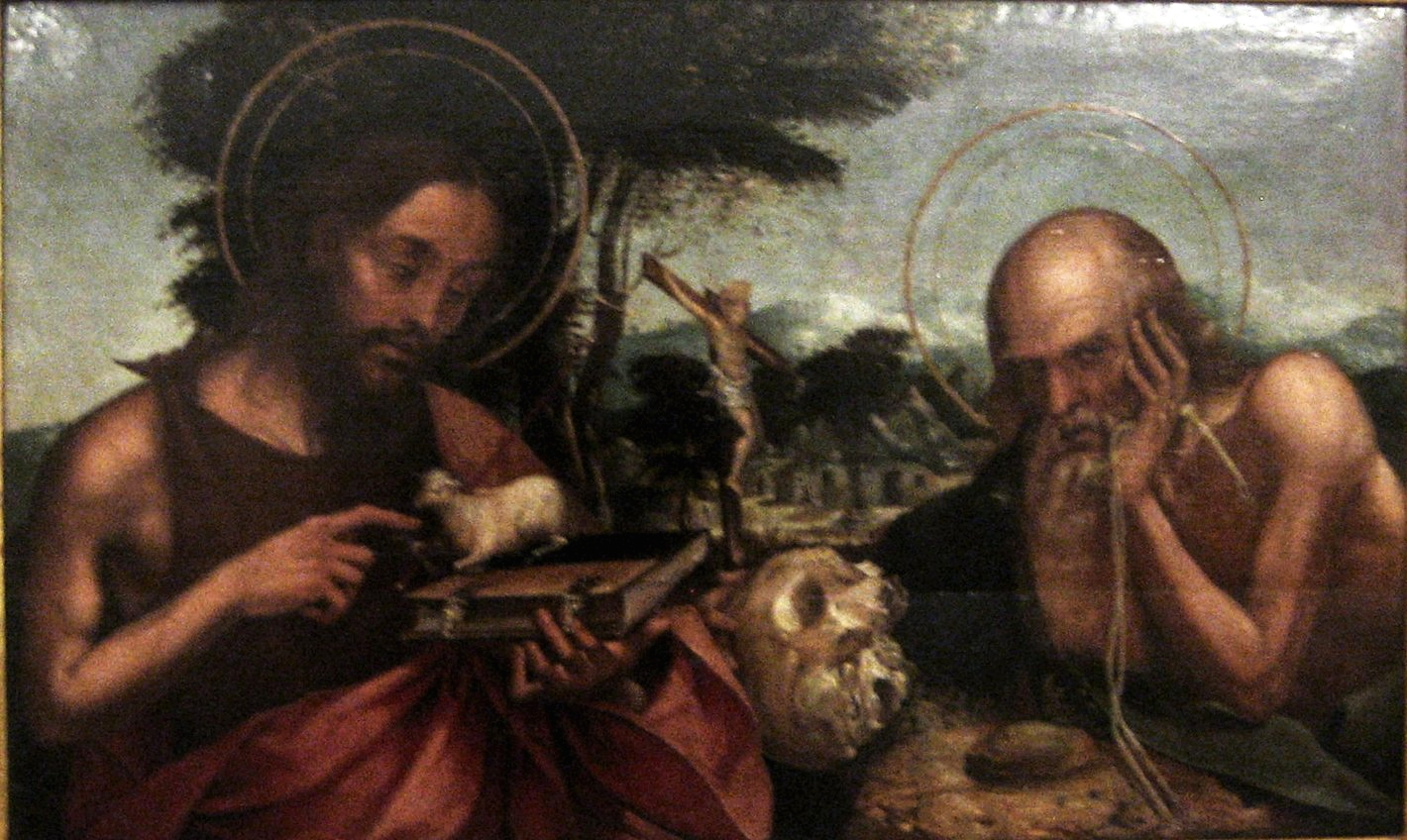
Avec saint Jérôme par Gregório Lopes.